# Рангодеме
Рангодеме — жена правителя Танлисмаидата.

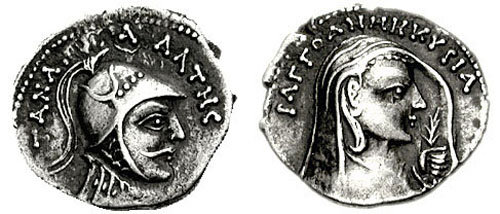
Монеты с изображениями Танлисмаидата и Рангодеме

Имя Рангодеме содержится на реверсе монет её супруга Танлисмаидата, который был, по разным сведениям, скифским или вассальным парфянским правителем. Британский индолог А. Каннингем перевёл слово KYPIA, находящееся рядом с именем Рангодеме, как «царица», с чем склонен согласиться иранский исследователь Х. Резахани. Д. Сэллвуд, Б. Каим, П. Пош определили этот термин как «госпожа».